# Polypodiodes manmeiensis
Polypodiodes manmeiensis là một loài dương xỉ trong họ Polypodiaceae. Loài này được Fraser-Jenk. mô tả khoa học đầu tiên năm 1997.
Danh pháp khoa học của loài này chưa được làm sáng tỏ. 